# Изола Сан Ђулио (Новара)
Изола Сан Ђулио је насеље у Италији у округу Новара, региону Пијемонт.
Према процени из 2011. у насељу је живело 77 становника. Насеље се налази на надморској висини од 298 м.